# Родригес, Гильермо Даниэль
Гилье́рмо Родри́гес (исп. Guillermo Daniel Rodríguez; 21 марта 1984, Монтевидео) — уругвайский футболист, защитник клуба «Суд Америка», в середине 2000-х выступал за сборную Уругвая.

## Клубная карьера
Родригес — воспитанник клуба «Данубио», в 2002 году он дебютировал в основной команде. В 2004 году Гильермо стал чемпионом Уругвая в составе «Данубио», после чего отправился в аренду в мексиканский «Атлас». 30 января 2005 в поединке против «Чьяпас» уругвайский защитник дебютировал в новом клубе. 20 февраля во встрече с Монаркас Морелия Гильермо забил свой первый гол. В Мексике Родригес провёл сезон, принимая участие почти во всех матчах своей команды. После окончания аренды в «Атласе» в январе 2006 года, «Данубио» вновь отправил защитника набираться игровой практики во французский «Ланс». 18 февраля в матче против «Ренна» Гильермо дебютировал в Лиге 1. За последующие полгода, проведенные во Франции, он принял участие всего в двух встречах.
Летом 2006 года, после окончания аренды, Родригес в статусе свободного агента перешёл в «Индепендьенте». 6 августа в матче против «Колона» он дебютировал за «Красных». В аргентинском клубе Гильермо провёл три сезона, являясь основным защитником команды. В 2009 году он возвратился в Уругвай, где подписал контракт с «Пеньяролем». Защитник дебютировал в составе «Карбонерос» 30 августа во встрече против «Серро». 23 сентября 2010 года поединке против «Монтевидео Уондерерс» Гильермо забил свой первый гол за «Пеньяроль», который помог команде одержать победу 2:1. В сезоне 2009/10 Гильермо во второй раз стал чемпионом Уругвая, а в 2011 году в составе своей команды дошёл до финала Кубка Либертадорес.
Отыграв два сезона на родине, 2011 году Родригес принял предложение итальянской «Чезены». 24 сентября того же года в матче против «Милана» Гильермо дебютировал в Серии А. За новую команду он провёл 28 матчей, после чего его трансфер за 1 млн евро выкупил вышедший в высший дивизион «Торино». 21 октября 2012 года в матче против «Палермо» защитник дебютировал за новую команду.
В 2015 году Родригес вернулся в «Пеньяроль», с которым вновь стал чемпионом Уругвая. По окончании сезона 2015/16 покинул команду. В начале 2017 года Гильермо подписал контракт с мексиканским «Чьяпасом».

## Международная карьера
13 июля 2004 года в матче Кубка Америки против сборной Аргентины Гильермо дебютировал в сборной Уругвая. На турнире он также принял участие во встречах против сборных Парагвая и Колумбии и завоевал с Селесте бронзовые медали.

## Достижения
Командные
 «Данубио»
- Чемпионат Уругвая по футболу — 2004

 «Пеньяроль»
- Чемпионат Уругвая по футболу — 2009/10
- Чемпионат Уругвая по футболу —  2015/16
- Финалист Кубка Либертадорес — 2011

Международные
 Уругвай
- Кубок Америки по футболу — 2004